# Mighty ReArranger
Mighty ReArranger es el octavo álbum de estudio del cantante británico de rock Robert Plant, publicado en 2005 por Sanctuary Records. Es la segunda y última producción grabada con su banda de soporte Strange Sensation e incluye una serie de géneros musicales en sus canciones, cuya mezcla es conocida como worldbeat. Al igual que su antecesor, en 2006 fue nominado en dos categorías de los premios Grammy; a la mejor interpretación vocal de rock solista por «Shine It All Around» y a la mejor interpretación de hard rock por «Tin Pan Valley».
Por otro lado, el 2007 el sello Rhino lo remasterizó con cinco pistas adicionales entre las que destacaron las versiones remezcladas de «Shine It All Around» y «Tin Pan Valley», y una remezcla de «The Enchanter» realizada por los británicos Unkle.

## Recepción comercial
A diferencia del primer álbum grabado con Strange Sensation, Mighty ReArranger logró una positiva recepción en varios mercados mundiales. Por ejemplo, en el Reino Unido alcanzó el puesto 4 en los UK Albums Chart, siendo su primer disco desde Pictures at Eleven de 1982 en entrar en los top 5 de dicho conteo. A los pocos días de su lanzamiento en su propio país se certificó con disco de plata por la BPI, luego de vender más de 60 000 copias. Por su parte, en los Estados Unidos llegó hasta la posición 22 de la lista Billboard 200 y sus ventas no son suficientes para obtener alguna certificación discográfica en mencionado país. En cuanto a su promoción, se pusieron a la venta dos canciones como sencillos, siendo «Shine It All Around» el único en entrar en la lista estadounidense Mainstream Rock Tracks en el puesto 18 y en el conteo inglés de sencillos en la casilla 32.

## Lista de canciones
Todas las canciones escritas por Robert Plant, Justin Adams, John Baggott y Liam Tyson.

| N.º | Título                    | Duración |  |
| 1.  | «Another Tribe»           | 3:17     |  |
| 2.  | «Shine It All Around»     | 4:03     |  |
| 3.  | «Freedom Fries»           | 2:53     |  |
| 4.  | «Tin Pan Valley»          | 3:47     |  |
| 5.  | «All the Kings Horses»    | 4:20     |  |
| 6.  | «The Enchanter»           | 5:27     |  |
| 7.  | «Takamba»                 | 4:06     |  |
| 8.  | «Dancing in Heaven»       | 4:26     |  |
| 9.  | «Somebody Knocking»       | 3:47     |  |
| 10. | «Let the Four Winds Blow» | 4:52     |  |
| 11. | «Mighty ReArranger»       | 4:25     |  |
| 12. | «Brother Ray»             | 8:58     |  |

| Pistas adicionales en remasterización de 2007 |                                           |          |  |
| N.º                                           | Título                                    | Duración |  |
| 13.                                           | «Red, White and Blue»                     | 3:11     |  |
| 14.                                           | «All the Money in the World»              | 3:12     |  |
| 15.                                           | «Shine It All Around» (Girls remix)       | 7:35     |  |
| 16.                                           | «Tin Pan Valley» (Girls remix)            | 6:20     |  |
| 17.                                           | «The Enchanter» (reconstrucción de Unkle) | 6:50     |  |

## Posicionamiento en listas musicales
| País           | Lista (2005)                     | Posición |
| -------------- | -------------------------------- | -------- |
| Alemania       | Media Control Charts             | 25       |
| Bélgica        | Ultratop (Valonia)               | 23       |
| Bélgica        | Ultratop (Flandes)               | 29       |
| Escocia        | Scottish Albums Chart            | 5        |
| Estados Unidos | Billboard 200                    | 22       |
| Finlandia      | Suomen virallinen lista          | 21       |
| Francia        | French Albums Chart              | 24       |
| Irlanda        | IRMA Charts                      | 49       |
| Italia         | Top 100 Artisti                  | 11       |
| Noruega        | VG-lista                         | 10       |
| Nueva Zelanda  | Official New Zealand Music Chart | 27       |
| Países Bajos   | Dutch Top 100 Album              | 67       |
| Reino Unido    | Independent Albums Chart         | 1        |
| Reino Unido    | UK Albums Chart                  | 4        |
| Reino Unido    | Vinyl Albums Chart               | 4        |
| Suecia         | Sverigetopplistan                | 13       |
| Suiza          | Schweizer Hitparade              | 47       |

## Certificaciones discográficas
| País        | Organismo certificador | Certificación | Ventas certificadas | Ref.  |
| ----------- | ---------------------- | ------------- | ------------------- | ----- |
| Reino Unido | BPI                    | Plata         | 60 000              | [ 5 ] |

## Músicos
- Robert Plant: voz y armónica
- Justin Adams: guitarra, lap steel y bendir
- Billy Fuller: bajo y contrabajo
- John Baggott: teclados y sintetizador moog
- Clive Deamer: batería
- Liam Tyson: guitarra acústica y lap steel